# Simon Hansen
Simon Hansen – duński strzelec, medalista mistrzostw świata.
Hansen jest jednokrotnym medalistą mistrzostw świata. W 1922 roku zdobył brąz w karabinie dowolnym w trzech postawach z 300 m drużynowo (skład reprezentacji: Simon Hansen, Niels Larsen, Niels Laursen, Lars Jørgen Madsen, Erik Sætter-Lassen).

## Wyniki

### Medale mistrzostw świata
Opracowano na podstawie materiałów źródłowych:
| Mistrzostwa   | Konkurencja                                     | Wynik             | Miejsce |
| ------------- | ----------------------------------------------- | ----------------- | ------- |
| Mediolan 1922 | Karabin dowolny, trzy postawy, 300 m, drużynowo | 4965 pkt. (druż.) |         |